# Sóng vật chất
Tất cả các vật chất có thể biểu hiện tính chất sóng. Ví dụ: Một chùm electron có thể được nhiễu xạ giống như một chùm sáng hoặc là một sóng nước. Các sóng vật chất là một phần trung tâm của thuyết cơ học lượng tử, là một ví dụ về lưỡng tính sóng-hạt của vật chất.
Các bước sóng de Broglie là bước sóng λ, kết hợp với một hạt lớn và có liên quan đến động lượng của nó, p, thông qua hằng số Planck, h:
{\displaystyle \lambda ={\frac {h}{p}}.}

## Giả thuyết của de Broglie
Trong luận án tiến sĩ của De Broglie vào năm 1924 cho rằng ánh sáng có lưỡng tính sóng hạt, còn các electron cũng có tính sóng. Ta tìm được mối quan hệ giữa bước sóng và động lượng qua hằng số Planck.
{\displaystyle \lambda ={\frac {h}{p}}.}
Mối liên hệ này được giữ đối với tất cả vật chất. Mọi vật chất đều biểu hiện đặc tính của cả hạt và sóng.

Năm 1926,  Erwin Schrödinger cho ra đời phương trình mô tả sóng vật chất tiến triển như thế nào - làn sóng của phương trình Maxwell- sử dụng nó để lấy được phổ năng lượng hydro.

Propagation of de Broglie waves in 1d – real part of the complex amplitude is blue, imaginary part is green. The probability (shown as the color opacity) of finding the particle at a given point x is spread out like a waveform, there is no definite position of the particle. As the amplitude increases above zero the curvature decreases, so the amplitude decreases again, and vice versa – the result is an alternating amplitude: a wave. Top: plane wave. Bottom: wave packet.

## Khẳng định thực nghiệm

Demonstration of a matter wave in diffraction of electrons

Sóng vật chất lần đầu được thí nghiệm xác nhận xảy ra trong thí nghiệm tia cathode nhiễu xạ của George Paget Thomson. Giả thuyết de Broglie đã được xác nhận cho các hạt cơ bản khác. Hơn nữa, các nguyên tử trung lập và ngay cả những phân tử đã được chứng minh là giống sóng.

### Các Electron
Năm 1927 tại Bell Labs, Clinton Davisson và Lester Germer đã bắn chùm electron di chuyển chậm vào một tinh thể niken. Sự phụ thuộc của góc với cường độ chùm electron bị nhiễu xạ được đo, và đã xác định là có hình ảnh nhiễu xạ giống như của Bragg và tia X. Đồng thời George Paget Thomson tại đại học Aberdeen đã bắn một tia electron đơn năng vào một lá kim loại mỏng để chứng minh hiện tượng xảy ra tượng tự. Trước khi chấp nhận giả thuyết của De Broglie, nhiễu xạ là hiện tượng chỉ đặc trưng bởi tính sóng. Do đó, sự xuất hiện của bất kỳ hiện tượng nhiễu xạ của vật chất đều chứng minh bản chất sóng của vật chất. Khi bước sóng De Broglie đã được đưa vào điều kiện Bragg, hình ảnh nhiễu xạ quan sát được như dự đoán, do đó thực nghiệm khẳng định giả thuyết De Broglie đúng với electron.
Đây là một kết quả quan trọng trong sự phát triển của cơ học lượng tử. Cũng giống như hiệu ứng quang điện đã chứng minh bản chất hạt của ánh sáng, thí ghiệm Davisson-Germer đã cho thấy bản chất sóng của vật chất, và hình thành lý thuyết về lưỡng tính sóng - hạt. Đối với các nhà vật lý giả thuyết này là rất quan trọng bởi vì nó có nghĩa là không phải bất kỳ các hạt đều thể hiện tính chất sóng, nhưng người ta có thể sử dụng phương trình sóng để mô tả các hiện tượng của vật chất nếu ta dùng bước sóng de Broglie.

## Mối liên hệ De Broglie
Phương trình de Broglie mô tả quan hệ bước sóng  với momen động lượng  và tần số với tổng năng lượng   của một hạt:
| {\displaystyle {\begin{aligned}&\lambda =h/p\\&f=E/h\end{aligned}}} | Với  là hằng số Planck. Phương trình cũng có thể viết dưới dạng:| {\displaystyle {\begin{aligned}&\mathbf {p} =\hbar \mathbf {k} \\&E=\hbar \omega \\\end{aligned}}} | Hoặc:| {\displaystyle {\begin{aligned}&\mathbf {p} =\hbar \mathbf {\beta } \\&E=\hbar \omega \\\end{aligned}}} |Với ħ à hằng số suy giảm Planck, k là vector sóng, β là hằng số pha, và ω là tần số góc.
Trong mỗi cặp, phương trình thứ hai cũng được biết đến như là phương trình Planck-Einstein, bởi vì nó được đề xuất bởi Planck và Einstein.

### Thuyết Tương đối hẹp
Sử dụng hai công thức từ thuyết tương đối hẹp, một là công thức động lượng tương đối hẹp và một là cho năng lượng.
{\displaystyle E=mc^{2}=\gamma m_{0}c^{2}}
{\displaystyle {\vec {p}}=m{\vec {v}}=\gamma m_{0}{\vec {v}}}
Phương trình được viết dưới dạng sau:
{\displaystyle {\begin{aligned}&\lambda =\,\,{\frac {h}{\gamma m_{0}v}}\,=\,{\frac {h}{m_{0}v}}\,\,\,\,{\sqrt {1-{\frac {v^{2}}{c^{2}}}}}\\&f={\frac {\gamma \,m_{0}c^{2}}{h}}={\frac {m_{0}c^{2}}{h}}{\bigg /}{\sqrt {1-{\frac {v^{2}}{c^{2}}}}}\end{aligned}}}

Với ký hiệu của khối lượng tĩnh của hạt, là vận tốc của nó, là hệ số Lorentz, và là tốc độ ánh sáng trong chân không. Xem phần dưới để biết chi tiết về khai triển quan hệ de Broglie. Vận tốc nhóm (tương đương với tốc độ hạt) không nên nhầm lẫn với vận tốc pha (tương đương với kết quả của tần số hạt và bước sóng của nó). Trong trường hợp quan hệ tán sắc, hai đại lượng có thể bằng nhau nhưng trong trường hợp khác thì không...

#### Vận tốc nhóm
Albert Einstein lần đầu lý giải về phương diện sóng-hạt của ánh sáng vào năm 1905. Louis de Broglie đã xây dựng giả thuyết rằng bất kì hạt nào cũng tồn tại hai mặt như thế. Vận tốc của hạt, ông ấy kết luận rằng, nên luôn luôn được xem như bằng với vận tốc nhóm của sóng tương đương. Biên độ của vận tốc nhóm bằng với tốc độ hạt.
Kể cả thuyết vật lý lượng tử tương đối và phi tương đối, chúng ta có thể xác định hàm sóng của vận tốc nhóm của hạt vận tốc hạt. Cơ học lượng tử chứng minh rất chính xác thuyết này, và quan hệ đã được thể hiện một cách rõ ràng với những hạt lớn như phân tử.
De broglie suy luận ra nếu các phương trình của tính đối ngẫu của ánh sáng là giống với bất kì hạt nào, thì giả thuyết của ông ấy nên được giữ lại. Điều này nghĩa là 
{\displaystyle v_{g}={\frac {\partial \omega }{\partial k}}={\frac {\partial (E/\hbar )}{\partial (p/\hbar )}}={\frac {\partial E}{\partial p}}}
với E là tổng năng lượng, p là động lượng,  ħ là hằng số Planck rút gọn. Đối với hạt phi tương đối. tự do
{\displaystyle {\begin{aligned}v_{g}&={\frac {\partial E}{\partial p}}={\frac {\partial }{\partial p}}\left({\frac {1}{2}}{\frac {p^{2}}{m}}\right)\\&={\frac {p}{m}}\\&=v\end{aligned}}}
m là khối lượng hạt, v là vận tốc.
Trong tương đối đặc biệt, ta thấy rằng.
{\displaystyle {\begin{aligned}v_{g}&={\frac {\partial E}{\partial p}}={\frac {\partial }{\partial p}}\left({\sqrt {p^{2}c^{2}+m_{0}^{2}c^{4}}}\right)\\&={\frac {pc^{2}}{\sqrt {p^{2}c^{2}+m_{0}^{2}c^{4}}}}\\&={\frac {pc^{2}}{E}}\end{aligned}}}
m0 là vận tốc nghỉ, c là vận tốc ánh sáng trong chân không.
Sử dụng vận tốc pha vp = E/p = c2/v, ta có
{\displaystyle {\begin{aligned}v_{g}&={\frac {pc^{2}}{E}}\\&={\frac {c^{2}}{v_{p}}}\\&=v\end{aligned}}}
Với v là vận tốc của hạt không tính đến đặc tính sóng.

#### Vận tốc pha
Trong cơ học lượng tử, các hạt cũng phản ứng như sóng với những pha phức. Vận tốc pha là bằng với tích số của tần số và bước sóng.
Sử dụng giả thuyết de Broglie, ta nhận thấy rằng
{\displaystyle v_{\mathrm {p} }={\frac {\omega }{k}}={\frac {E/\hbar }{p/\hbar }}={\frac {E}{p}}.}
{\displaystyle v_{\mathrm {p} }={\frac {E}{p}}={\frac {\gamma m_{0}c^{2}}{\gamma m_{0}v}}={\frac {c^{2}}{v}}={\frac {c}{\beta }}}
Với E là tổng năng lượng của hạt(ví dụ năng lượng tĩnh...(rest energy) và động năng trong chuyển động học), p là động lượng, {\displaystyle \gamma }  là hệ số Lorentz, c là tốc độ ánh sáng, và β  là tốc độ là rất nhỏ so với c. Biến số v hoặc là tốc độ của hạt hoặc là vận tốc nhóm của sóng vật chất tương ứng. Khi mà tốc độ hạt {\displaystyle v<c} cho bất kì hạt nào có khối lượng(theo thuyết tương đối hẹp), vận tốc pha của sóng vật chất luôn vượt quá c, nghĩa là 
{\displaystyle v_{\mathrm {p} }>c,\,}
Và như chúng ta thấy, vận tốc đó gần bằng khi tốc độ hạt ở trong miền tương đối. Vận tốc pha nhanh hơn ánh sáng không vi phạm thuyết tương đối hẹp, bởi vì sự truyền pha không mang năng lượng. Xem bài viết Sự tán sắc(quang học) để biết thêm chi tiết.

#### Four-vectors:
Sử dụng Four-vectors, quan hệ De Broglie hình thành một phương trình:
| {\displaystyle \mathbf {P} =\hbar \mathbf {K} } |
which is frame-independent.
Likewise, the relation between group/particle velocity and phase velocity is given in frame-independent form by:
| {\displaystyle \mathbf {K} =\left({\frac {\omega _{o}}{c^{2}}}\right)\mathbf {U} } |
where
Four-momentum {\displaystyle \mathbf {P} =\left({\frac {E}{c}},{\vec {\mathbf {p} }}\right)}
Four-wavevector {\displaystyle \mathbf {K} =\left({\frac {\omega }{c}},{\vec {\mathbf {k} }}\right)=\left({\frac {\omega }{c}},{\frac {\omega }{v_{p}}}\mathbf {\hat {n}} \right)}
Four-velocity {\displaystyle \mathbf {U} =\gamma (c,{\vec {\mathbf {u} }})=\gamma (c,v_{g}{\hat {\mathbf {n} }})}

## Diễn giải
Tính vật lý của sóng de Broglie hiện nay vẫn là một đề tài gây tranh cãi. Một số giả thuyết đều xem phương diện sóng hay hạt là đặc tính cơ bản của nó và tìm cách lý giải tính chất kia như một tính chất nổi bật. Một số giả thuyết- như là thuyết ẩn biến, xem dạng sóng và dạng hạt như là những thực thể riêng biệt. Còn những giả thiết khác lại kiến nghị một thực thể trung gian mà có thể hơi không giống sống và hơi không giống hạt nhưng chỉ xuất hiện như thế khi chúng ta đo đạc một hoặc những đặc tính khác. Biểu diễn Coppenhagen cho rằng trạng thái tự nhiên của đặc tính vật lý ẩn dưới là không thể biết được và vượt quá giới hạn của nghiên cứu khoa học.
Sóng cơ học lượng tử của Schrödinger khác về mặt khái niệm với sóng vật lý thông thường như là sóng mặt nước hay là sóng âm thanh. Sóng vật lý thường được đặc trưng bởi sự nhấp nhô thực số 'chuyển vị' của các biến thể kích thước tại một điểm của không gian vật lý thông thường tại mỗi thời điểm. Sóng của Schrodinger lại được đặc trưng bởi ...

Tại hội nghị Solvay lần thứ 5 năm 1927, Max Born và Werner Heisenberg báo cáo như sau:
Nếu một người muốn tính xác suất của sự kích thích và ion hóa nguyên tử [M. Born, Zur Quantenmechanik der Stossvorgange, Z. f. Phys., 37 (1926), 863; [Quantenmechanik der Stossvorgange], ibid., 38 (1926), 803] sau đó phải đưa ra tọa độ của electron nguyên tử như các biến trên cơ sở bình đẳng quan hệ với các electron va chạm. Sóng không thể truyền trong không gian ba chiều nhưng là truyền được trong không gian cấu hình đa chiều. Từ điều này ta thấy rằng sóng cơ lượng tử thực vậy là một thứ gì đó có một chút khác biệt với sóng ánh sáng của thuyết cổ điển. 
Tại cùng hội nghị, Erwin Schrodinger cũng đã báo cáo như vậy:
Sau khi hai định luật được đưa ra, mà thực tế là liên quan rất mật thiết nhưng lại không đồng nhất. Đầu tiên, những ai tuân theo luận điểm của tiến sí nổi tiếng L. de Broglie, băn khoăn về sóng trong không gian ba chiều. Bởi vì sự xem xét hoàn toàn theo thuyết tương đối được chấp nhận trong cách giải thích này từ lúc đầu, ta nên đề cập đến nó như là một sóng cơ bốn chiều. Một định luật khác còn sai khác hơn ý tưởng ban đầu của ngài de Broglie, trong một chừng mực nó dựa vào một quá trình giống sóng trong tọa độ vị trí của không gian(không gian q) của một hệt cơ học bất kì. Do đó chúng ta nên gọi nó là sóng cơ học đa chiều. Tất nhiên, ứng dụng này của không gian q được xem như là một công cụ toán học đơn thuần, cũng giống như lúc thường được áp dụng cho cơ học cổ điển; Cuối cùng, cũng trong luận điểm này, quá trình này được mô tả như là một thể trong không gian và thời gian. Trong thực tế, mặc dù sự thống nhất hoàn toàn của hai khái niệm là không thể có được. Bất cứ thứ gì vượt trội sự dịch chuyển của một electron đơn lẻ cho đến có thể xem như chỉ đúng với không gian đa chiều; cũng như vậy, đây là một trong những quan điểm cung cấp giải pháp toán học đối với vấn đề do ma trận cơ học Heisenberg-Born gây ra.
Vào năm 1955, Heisenberg đã lặp lại như sau:
Một bước tiến quan trọng đã xảy ra từ quá trình nghiên cứu của Born vào mùa hè năm 1927. Cụ thể, loại sóng trong không gian cấu hình được hiểu là một dạng sóng xác suất, với mục đích giải thích quá trình va chạm trong định luật Schrodinger. Giả thuyết này có hai điểm quan trọng khi so sánh với thuyết của Bohr, Kramers và Slater. Điểm đầu tiên là khẳng định rằng, trong việc xem xét « sóng xác suất », chúng ta dành sự quan tâm với những gì không thuộc về không gian ba chiều thông thường, nhưng thuộc về không gian cấu hình trừu tượng (một sự thật là thật không may rằng đã bị bỏ qua đến ngày hôm nay); điều thứ hai là công nhận rằng loại sóng xác suất lại liên quan đến một quá trình riêng biệt.
Như đã được đề cập ở trên rằng đại lượng dịch chuyển của sóng Schrodinger có những giá trị là các số phức vô hướng. Sẽ có thắc mắc rằng ý nghĩa vật lý của những con số đó là gì. Theo Heisenberg, thay vì trở thành đại lượng vật lý thông thường nào đó như cường độ điện trường của Maxwell, hay là mật độ khối lượng, các đại lượng dịch chuyển của các gói sóng Schrodinger là xác suất biên độ. Ông ấy viết rằng thay vì sử dụng khái niệm 'gói sóng', nó được ưa chuộng hơn khi gọi là gói xác suất. Biên độ xác suất cung cấp kết quả tính toán của
xác suất vị trí hay momen của các hạt rời rạc. Heisenberg dẫn thuyết của Duane về sự truyền dịch động lượng mang tính xác suất lượng tử trong hiện tượng nhiễu xạ hạt, lấy ví dụ trong trường hợp khe Young, thuyết này cho phép về mặt xác suất, từng hạt (trong chùm hạt) có khả năng cùng di chuyển qua hai khe Young trong cùng một thời điểm. Như vậy ta không cần thiết băn khoăn về vật chất sóng, có thể nói như là « sản phẩm của vật chất tối »
Những ý tưởng này có thể diễn đạt theo ngôn ngữ phổ thông như sau. Bởi vì sóng vật lý thông thường, một « điểm » sẽ chỉ đến một vị trí trong không gian vật lý tại một thời điểm tức thời, mà tại đó sẽ quy định « dịch chuyển » của một số đại lượng vật lý. Nhưng theo cơ học lượng tử, một điểm một « điểm » mà đề cập đến cấu hình một hệ thống tại một thời điểm nhất định, mỗi hạt của hệ thống có cảm giác hiện diện tại mỗi điểm của cấu hình không gian, mỗi hạt tại một điểm như thế có thể đặt tại một vị trí khác trong không gian vật lý thông thường. Không có biểu hiện rõ ràng rằng, lúc này, hạt này ở đây và hạt khác ở kia tại các vị trí riêng biệt trong cấu hình không gian. Sự khác biệt về khái niệm này dẫn đến việc, trái với các quan niệm về sóng cơ lượng tử truyền thống trước thời de Broglie, khái niệm về các gói lượng tử mới này không trực tiếp và rõ ràng thể hiện quan điểm của Aristotle, ý tưởng chủ đạo của cơ học Newton, rằng sự lan truyền được gây ra chỉ bởi sự va chạm, hay thể hiện quan điểm của Einstein rằng sự lan truyền này không thể đạt tốc độ ánh sáng. Ngược lại, những ý tưởng này bị ảnh hưởng nặng bởi thuyết sóng cổ điển thông qua hàm số Green, mặc dù các hiện tượng lượng tử quan sát được vào thời bấy giờ chưa đủ để củng cố lý thuyết này. Lý luận đầu tiên cho điều này được đưa ra bởi Einstein.

## Sóng pha và hiện tượng tuần hoàn của De Broglie
Quan điểm của De Broglie xuất phát từ giả thuyết, « ứng với mỗi phần khối lượng riêng biệt m0 một vật sẽ kết hợp với một hiện tượng tuần hoàn với tần số vo, do đó có thể tìm được phương trình: hν0 = m0c2. Tần số v0 có thể đo được, tất nhiên, là ...
Giả thuyết này là cốt lõi của định luật.
De Broglie đã đi theo giả thuyết ban đầu của mình về hiện tượng tuần hoàn, có tần số v0, liên kết với gói năng lượng. Ông đã sử dụng những thuyết tương đối đặc biệt liên quan để tìm ra, trong khuôn khổ các bộ phận thu các gói năng lượng electron mà di chuyển với vận tốc v, mà tần số của nó hình như thay đổi theo công thức:
{\displaystyle f=\nu _{0}{\sqrt {1-{\frac {v^{2}}{c^{2}}}}}\,.}
Then
{\displaystyle \lambda f=E/p=v_{\mathrm {p} }\,.}
Ta sử dụng lời giải như ở trên. Đại lượng {\displaystyle v_{\mathrm {p} }} là vector của đại lượng mà de Broglie gọi là « sóng pha ». Bước sóng của nó là {\displaystyle \lambda } và tần số là {\displaystyle f}.. De Broglie lý giải rằng hiện tượng hạt nội tại giả định tuần hoàn cùng pha với sóng pha đấy. Đây chính là khái niệm cơ bản về vật chất của ông. De Broglie lưu ý rằng {\displaystyle v_{\mathrm {p} }>c}, và sóng pha không chuyển đổi năng lượng. Trong khi khái niệm mà sóng liên kết với vật chất là chính xác, de Broglie đã không nhanh chóng đi đến kết luận sau cùng rằng cơ học lượng tử không có sai lầm. Có những vấn đề về khái niệm trong cách tiếp cận mà Broglie đã đưa ra trong những luận điểm mà ông ấy vẫn chưa thể giải thích được, cho dù ông đã thử thay đổi một số luận điểm cơ bản khác nhau trong các bài báo xuất bản khi ông vẫn tập trung vào, và ngay cả sau khi xuất bản, giả thuyết của ông... Những trở ngại này đã được giải thích bởi Erwin Schrodinger, người mà đã nâng tầm các phương pháp cơ học sóng, bắt đầu từ một giả thuyết cơ bản hơi khác nhau.